# Malling
Malling (fràncic lorenès Malléngen) és un municipi francès situat al departament del Mosel·la i a la regió del Gran Est. L'any 2007 tenia 503 habitants.

## Demografia

### Població
El 2007 la població de fet de Malling era de 503 persones. Hi havia 200 famílies, de les quals 44 eren unipersonals (12 homes vivint sols i 32 dones vivint soles), 64 parelles sense fills, 80 parelles amb fills i 12 famílies monoparentals amb fills.
La població ha evolucionat segons el següent gràfic:
Habitants censats

### Habitatges
El 2007 hi havia 224 habitatges, 204 eren l'habitatge principal de la família, 8 eren segones residències i 12 estaven desocupats. 203 eren cases i 19 eren apartaments. Dels 204 habitatges principals, 184 estaven ocupats pels seus propietaris, 17 estaven llogats i ocupats pels llogaters i 3 estaven cedits a títol gratuït; 1 tenia una cambra, 1 en tenia dues, 15 en tenien tres, 24 en tenien quatre i 163 en tenien cinc o més. 188 habitatges disposaven pel capbaix d'una plaça de pàrquing. A 77 habitatges hi havia un automòbil i a 105 n'hi havia dos o més.

### Piràmide de població
La piràmide de població per edats i sexe el 2009 era:
| Homes | Edats   | Dones |
| ----- | ------- | ----- |
| 0     | 95 o +  | 0     |
| 0     | 90 a 94 | 0     |
| 0     | 85 a 89 | 0     |
| 4     | 80 a 84 | 0     |
| 4     | 75 a 79 | 16    |
| 8     | 70 a 74 | 12    |
| 12    | 65 a 69 | 20    |
| 20    | 60 a 64 | 12    |
| 20    | 55 a 59 | 20    |
| 24    | 50 a 54 | 12    |
| 16    | 45 a 49 | 24    |
| 28    | 40 a 44 | 36    |
| 24    | 35 a 39 | 20    |
| 4     | 30 a 34 | 20    |
| 0     | 25 a 29 | 0     |
| 4     | 20 a 24 | 12    |
| 16    | 15 a 19 | 24    |
| 32    | 10 a 14 | 24    |
| 32    | 5 a 9   | 12    |
| 4     | 0 a 4   | 8     |

## Economia
El 2007 la població en edat de treballar era de 315 persones, 245 eren actives i 70 eren inactives. De les 245 persones actives 229 estaven ocupades (130 homes i 99 dones) i 16 estaven aturades (3 homes i 13 dones). De les 70 persones inactives 23 estaven jubilades, 16 estaven estudiant i 31 estaven classificades com a «altres inactius».

### Ingressos
El 2009 a Malling hi havia 203 unitats fiscals que integraven 500 persones, la mediana anual d'ingressos fiscals per persona era de 22.183 €.

### Activitats econòmiques
Dels 14 establiments que hi havia el 2007, 1 era d'una empresa de fabricació d'altres productes industrials, 7 d'empreses de construcció, 2 d'empreses de comerç i reparació d'automòbils, 2 d'empreses d'hostatgeria i restauració, 1 d'una empresa de serveis i 1 d'una empresa classificada com a «altres activitats de serveis».
Dels 9 establiments de servei als particulars que hi havia el 2009, 1 era un taller de reparació d'automòbils i de material agrícola, 1 paleta, 3 fusteries, 2 lampisteries i 2 restaurants.
L'any 2000 a Malling hi havia 5 explotacions agrícoles.

## Equipaments sanitaris i escolars
El 2009 hi havia una escola elemental integrada dins d'un grup escolar amb les comunes properes formant una escola dispersa.

## Poblacions més properes
El següent diagrama mostra les poblacions més properes.